# Тит Криспин
Тит Криспи́н (лат. Titus (Quinctius) Crispinus; II—I века до н. э.) — римский государственный деятель из патрицианского рода Квинкциев Криспинов, занимавший должность квестора, по разным версиям, незадолго до или около 69 года до н. э.

## Биография
Тит Криспин, по-видимому, принадлежал к патрицианскому роду Квинкциев, представители которого действуют в римской истории, начиная с царской эпохи, а в Капитолийских фастах упоминаются с 471 года до н. э. Тем не менее, какие  преномены носили отец и дед Тита, достоверно неизвестно; в одном эпиграфическом источнике фигурирует Тит Квинкций, сын Квинта, квиндецемвир священнодействий периода кризиса Республики (между 134 и 44 годами до н. э.). В историографии существует мнение, что этот жрец может быть отождествлён с Титом-квестором.
Значение когномена Тита — «Криспин» (Crispinus) — советский филолог-антиковед Е. Фёдорова выводит от лат. crispus — «кудрявый, курчавый».
Квестура Тита Криспина засвидетельствована только в Цицероновой речи в защиту Мания Фонтея: «quaestore usque ad T. Crispinum quaestorem aliter neminem solvisse». В научной среде считается, что Криспин был квестором незадолго до суда над Фонтеем, который состоялся, предположительно, в 69 году до н. э. Следовательно, квесторство Криспина датируют 70 годом. Однако, некоторые учёные полагают, что датировать квестуру Тита предпочтительнее временем около 69 года до н. э., то есть, что он был квестором, когда проходил суд над Фонтеем.
Благодаря одной надписи на древнегреческом (IG VII 1851) известно, что ординарный консул 25 года до н. э. Марк Юний Силан был женат на некоей Криспине (ум. после 32 до н. э.), от брака с которой у него родился сын, умерший в раннем возрасте. Предполагается, что эта Криспина могла приходиться дочерью Титу Криспину.